# Nephtys schmitti
Nephtys schmitti är en ringmaskart som beskrevs av Hartman 1938. Nephtys schmitti ingår i släktet Nephtys och familjen Nephtyidae. Inga underarter finns listade i Catalogue of Life.